# Metodistkyrkan, Sundsvall
Körens hus, före detta Metodistkyrkan och KFUM-huset, är en byggnadsminnesmärkt kyrkobyggnad i Stenstan, Sundsvall. Huset byggdes 1892 som gudstjänstlokal åt Sundsvalls metodistförening, vilken avvecklades 1989 efter att trosrörelseförsamlingen Bibelcenter, numera Brokyrkan, avknoppats ur församlingen. 
KFUK-KFUM Sundsvall ägde lokalen 1983 till 2011. Lokalen disponeras även efter detta till körövningar och som konsertlokal av bland andra Kjell Lönnås körer och studentkören Gungner. Åren 2011 till 2014 hyrde Sundsvalls Ortodoxa församling S:t Mikaels (genom Eritriansk ortodoxa stödföreningen) in sig i lokalerna.

## Kyrkobyggnaden
Efter att metodistförsamlingen Bethania förlorat sitt kapell i Sundsvallsbranden 1888 behövde en ny kyrka byggas. Församlingen startade en riksinsamling och köpte  fastigheten Nöjet 10 i sydvästra hörnet av Varvsgränd/Kyrkogatan. Bygget av den nya metodistkyrkan startade 1892 och den 16 augusti samma år kunde invigningen äga rum. Kyrkobyggnaden, som ritats av arkitekten John Henriksson har en bottenvåning med putsfasad. Stilen är en blandning av italiensk och nordeuropeisk renässans. Den beskrivs som "en av landets märkligaste och vackraste i sitt slag", sannolikt efter förebild från amerikansk klassicerande kyrkoarkitektur, i en avhandling om metodistkyrkor.  Byggnadens övre plan, där kyrksalen ligger, ursprungligen med plats för 400 personer, är klätt med rött tegel som ramas in med putsade pilastrar. Två av byggnadens väggmålningar med motiv ur Jesu liv av konstnären Sven Linnborg är fortfarande bevarade.

## Verksamhet
Sundsvalls metodistförening var grundad 1879, och hade 110 medlemmar år 1917.
Fastigheten övertogs på 1970-talet av fastighetsägaren Jan Bäckström och blev på dennes initiativ byggnadsminnesförklarad 1979. Organisationen KFUK-KFUM övertog byggnaden 1983, men församlingen disponerade den vidare. Även Full gospel businessmen bedrev verksamhet i lokalen på 1980-talet. I januari 1989 splittrades metodistförsamlingen då mer än hälften av medlemmarna följde med pastorn och grundade trosrörelseförsamlingen Bibelcentret, som numera heter Brokyrkan. Samma år upphörde metodistförsamlingen.
KFUK-KFUM fortsatte med sin verksamhet i lokalerna, innefattande övningslokal för några av Kjell Lönnås körer. 2011 började föreningen hyra ut kyrkan till den eritreansk-ortodoxa församlingen S:t Mikael. Församlingen flyttade 2014 till före detta Stockviks Folkets hus Kusten, som hade gått i konkurs.
KFUK-KFUM sålde fastigheten till det privata fastighetsbolaget Totalförvaltning år 2011, som internt kallar fastigheten för Körens hus, dit de hoppas att få in ännu fler körrepetitioner som kan nyttja lokalen som har en fin akustik.